# Hana Yori Dango Final
Hana Yori Dango Final es una película japonesa de 2008, dirigida por Yasuharu Ishii, y protagonizada por Mao Inoue y Jun Matsumoto. La película es la última parte de la trilogía de Hana Yori Dango serie de TV japonesa de 2005 y Hana Yori Dango Returns 2007, basada en la serie de manga japonés shōjo, Hana Yori Dango (花 よ り 男子), escrita por Yoko Kamio.
La película fue estrenada el 28 de junio de 2008 en Japón y posteriormente en Hong Kong, Singapur y Corea del Sur.

## Argumento
Con Makino a punto de graduarse y comprometida con Domyoji (Consagrado como presidente de su empresa), Sojiro como maestro de Ceremonia de Té, Akira ocupando el lugar de su padre y Rui preocupado por la boda de Shizuka en París, se diría que nuestros chicos no podrían estar más ocupados. Sin embargo cuando la carísima tiara " La sonrisa de Venus" (Regalo de la madre de Domyoji) es robada del hotel, Makino y Domyoji inician un viaje en su busca que les llevará a Las Vegas, Hong Kong y muchos otros lugares para poder encontrarla y así poder tener un amor infinito.

## Reparto
| Actor             | Personaje               |
| ----------------- | ----------------------- |
| Mao Inoue         | Tsukushi Makino         |
| Jun Matsumoto     | Tsukasa Dōmyōji (F4)    |
| Shun Oguri        | Rui Hanazawa (F4)       |
| Shota Matsuda     | Sōjirō Nishikado (F4)   |
| Tsuyoshi Abe      | Akira Mimasaka (F4)     |
| Naohito Fujiki    | Kazu Kaburagi           |
| Mako Ishino       | Chieko Makino           |
| David Itō         | Nishida                 |
| Mariko Kaga       | Kaede Dōmyōji           |
| Natsuki Katō      | Shigeru Okawahara       |
| Kin'ya Kitaōji    | el caballero misterioso |
| Susumu Kobayashi  | Haruo Makino            |
| Emiko Matsuoka    | Minako Yamano           |
| Nanako Matsushima | Tsubaki Dōmyōji         |
| Aki Nishihara     | Yūki Matsuoka           |
| Mayumi Sada       | Shizuka Tōdō            |
| Megumi Sato       | Sakurako Sanjo          |
| Satoshi Tomiura   | Susumu Makino           |
| Shingo Tsurumi    | Ken Uchida              |

## Banda sonora
- 1. Owari Naki Tabiji
- 2. Tsukushi to Suteki na Nakama-tachi
- 3. Danran for Final
- 4. Densetsu no Nazo
- 5. Nusumareta Tiara
- 6. Real na Yume
- 7. Cloudy Noon for Final
- 8. Iza American e!
- 9. Right on Track
- 10. Arata na Otoko
- 11. Yuragu Kokoro
- 12. Good Luck!
- 13. F4 no Sakusen
- 14. Auction no Yukue
- 15. Ginen
- 16. Fresh Leaves for Final
- 17. Tsukushi to Yume
- 18. Futari no Yuku Saki
- 19. Survival
- 20. House of Love
- 21. Kizuna for Final
- 22. Hana Yori Dango Main Theme for Final
- 23. Chikara Awasete
- 24. Ai no Theme ~Final Main Theme~
- 25. Trick no Shinjitsu
- 26. Tomo ni Ayunde
- 27. Returns Main Theme for Final

## Producción
En agosto de 2007, TBS anunció que Hana Yori Dango terminaría con una película. Durante unos dos meses a partir de enero de 2008 en adelante, estaba previsto que el rodaje se haría en el extranjero, aparte de Japón. También se anunció que el jefe director de la serie Yasuharu Ishii volvería a dirigir la película, y que la creadora del manga Yoko Kamio, ayudaría Mikio Satake con la escritura de guiones.

## Premios y nominaciones
| Premio                   | Categoría                               | Nominados     | Resultado |
| ------------------------ | --------------------------------------- | ------------- | --------- |
| 3rd Asian Film Awards    | Mejor Revelación                        | Shota Matsuda | Nominado  |
| Nikkan Sports Film Award | Yujiro Ishihara Premio al nuevo artista | Shota Matsuda | Ganador   |